# Роговскаја
Роговскаја (рус. Роговская) насељено је место руралног типа (станица) на југозападу европског дела Руске Федерације. Налази се у централном делу Краснодарске покрајине и административно припада њеном Тимашјовском рејону.
Према подацима националне статистичке службе РФ за 2010, у селу је живело 7.864 становника.

## Географија
Станица Роговскаја се налази у централном делу Краснодарске покрајине на неких 80 километара северно од покрајинског административног центра Краснодара, односно око 20 км северозападно од рејонског центра Тимашјовска. Село се налази у пространој Кубањско-приазовској степи на надморској висини од око 8 метара и лежи на левој обали реке Кирпили.

## Историја
Насеље су 1794. основали Кубањски Козаци као једна од 40 првобитних козачких насеобина на Кубању. Првобитни заселак 1842. добија званичан статус козачке станице.
Станица Роговскаја је у периоду између 1934—1953. била административно седиште истоименог Роговског рејона.

## Демографија
Према подацима са пописа становништва 2010. у граду је живело 7.864 становника.
| 1989. | 2002. | 2010. |
| ----- | ----- | ----- |
| [ 2 ] | 8.327 | 7.864 |